# الیزابت جی. فینلر
الیزابت جی. فینلر (انگلیسی: Elizabeth J. Feinler؛ زاده ۲ مارس ۱۹۳۱) یک دانشمند اهل ایالات متحده آمریکا است.